# Canal San Bovo
Canal San Bovo là một municipality in the tỉnh Trento ở vùng Trentino-Alto Adige/Südtirol của Ý, tọa lạc cách 90 km north-về phía đông của Trento. Canal San Bovo có 1.661 dân và diện tích là 125,5 km². 
Từ năm 1401 đến năm 1918, Canal San Bovo thuộc đế quốc Áo-Hung.
Đô thị Canal San Bovo có các frazioni (đơn vị trực thuộc, chủ yếu là các làng) Zortea, Prade, Cicona, Gobbera, Caoria, Ronco.
Canal San Bovo giáp các đô thị: Predazzo, Ziano di Fiemme, Siror, Pieve Tesino, Mezzano, Castello Tesino, Imer, Cinte Tesino, Sovramonte (BL), và Lamon (BL).